# El Comunero de Castilla
El Comunero de Castilla fue un diario castellanista y federalista de Toledo entre 1870 y 1871.
Su ideario social apareció expresado así: "Llevando encarnado en nuestro ser el sentimiento de igualdad, abogaremos, en cuento nos sea dable, porque se produzca en la esfera de los hechos el equilibrio de las fuerzas, de tal suerte, que el capital no pueda nunca llamar al trabajo su paria, ni éste con verdad apellidar al capital su tirano. Nada de privilegios que producen el desequilibrio; nada de absorciones por una clase determinada, que engendran la tiranía social. Igualdad en los derechos, igualdad en los deberes" ("Economía social", en El Comunero de Castilla, nº 74, 15 de agosto de 1871).
Casi cinco décadas después, en 1918, la ciudad de Toledo contó con otra publicación castellanista: Castilla, revista regional ilustrada, iniciativa del periodista Santiago Camarasa. Ese mismo año aparecía La Acción Regional en Talavera de la Reina.